# Radovčići
Radovčići su selo u najjužnijoj hrvatskoj općini Konavle u Dubrovačko-neretvanskoj županiji.

## Zemljopisni položaj
Radovčići su smješteni na 18° i 20' istočne zemljopisne dužine i 42° i 30' sjeverne zemljopisne širine. Nalazi se južno od Konavoskog polja, uz lokalnu cestu između sela Popovići i Poljice. Selo ima svoj izlaz na Jadransko more s obalom dužine 3 kilometra. 

## Stanovništvo
Prema popisu stanovništva iz 2011. godine selo ima 228 stanovnika. "Zlatno doba" Radovčići su imali tijekom 1880-ih kada je imalo nešto manje od 400 stanovnika.
Dijeli se na tri djela, Gornje selo u kojem obitava najveći broj stanovnika, Srednje selo, gdje se nalazi i mjesna područna škola s tri razreda, koju pohađaju i đaci iz Poljica i Mikulića, te Donje selo ili Vinogradci.
| broj stanovnika | 356   | 383   | 399   | 396   | 394   | 383   | 359   | 370   | 346   | 335   | 303   | 288   | 254   | 243   | 228   | 228   | 187   |
|                 | 1857. | 1869. | 1880. | 1890. | 1900. | 1910. | 1921. | 1931. | 1948. | 1953. | 1961. | 1971. | 1981. | 1991. | 2001. | 2011. | 2021. |

## Povijest
Područjem današnjih Radovčića u ranom antičkom razdoblju, točnije kroz 4. i 3. stoljeće prije Krista vlada ilirsko pleme Ardijejaca, te su se Radovčići nalazili unutar moćnog ilirskog kraljevstva čije je središte bilo u današnjem Risnu. Poslije propasti ardijejskog kraljevstva krajem 3. stoljeća prije Krista Radovčići postaju dio rimske provincije Ilirika. Nakon rimske vladavine na prostoru Radovčića, pa do dolaska slavena ovaj prostor je pretežito pod bizantskom vlašću. Kada je slavenski narod uspio dovoljno osnažiti dolazi do formiranja raznih sklavinija. Radovčići su bili u sastavu slavenske sklavinije Travunije od 9. pa do 11. stoljeća. Današnje selo je u razvijenom srednjem vijeku bilo podijeljeno na tri zasebne desetine: Žaboklik, današnje Gornje selo, Šuljevina, kasnije Srednje selo, i Vinogradci koje je svoj naziv sačuvalo do dandanas. Predio Žaboklik bio je u 14. i dijelom 15. stoljeća u rukama pravoslavne obitelji Pavlović, kojoj je pripadao i čitav zapadni dio Konavala. Upravitelj vlasteoskog područja Žaboklik bio je Petar Mihov de Locari. Predijeli Šuljevina i Vinogradci bili su vlastelinski posjedi bosanske plemićke obitelji Hranić. Od 24. lipnja 1419. godine, kada Dubrovačka Republika kupuje istočne Konavle od plemića Sandalja Hranića, ova dva predijela ulaze u sastav Dubrovačke Republike. Nešto kasnije, 31. prosinca 1526. i desetina Žaboklik ulazi u sastav Republike.  Od 15. stoljeća u selu su živjele dvije vlastelinske obitelji, Gundulić u Vinogradcima i Cerva u Gornjem selu, koje su ubirale poreze za Republiku. Tijekom ruske i crnogorske agresije na Dubrovnik 1808. godine agresori su upali u selo uništili mnoga kućanstva, te spalili crkvicu Male Gospe koja je pripadala vlastelinskom imanju Cervi (nom. Cerva). Radovčići su također teško stradali tijekom Domovinskog rata, većina je kuća spaljena, a sve su opljačkane.

## Znamenitosti
U selu postoje četiri male crkvice i to: sv. Luke, sv. Nikole, sv. Tome i crkvica Male Gospe.
Ispod sela se nalazi prelijepa plaža Pendža, s vrlo čistim morem. Na području između sela i susjednih Poljica Konavoske stijene su najviše, dosežu visinu i do 200 m. U selu postoji staja i koral s konjima za rekreacijsko jahanje, te s lijepom jahačkom stazom kroz prirodu.

## Šport
Radovčići su do 2001. imali nogometni klub pod nazivom NK Hajduk Radovčići koji je osnovan 1976. godine. Klub je bilježio dobre rezultate u ligi Dubrovačko-neretvanske županije. Bio je prvak županije u sezoni 2000./2001. Najveći suparnik Hajduka iz Radovčića je nogometni klub iz susjednog sela Popovići pod imenom NK Enkel. Klub je prestao djelovati zbog financijskih problema uzrokovanih stradanjem sela u Domovinskom ratu. Godine 2010. osnovan je mjesni MNK Hajduk Radovčići koji se natječe u 1. županijskoj malonogometnoj ligi- Istok.